# Borovets, Kjustendil
Borovets (bulgariska: Боровец) är en ort i Bulgarien.   Den ligger i kommunen Obsjtina Kotjerinovo och regionen Kjustendil, i den västra delen av landet, 70 km söder om huvudstaden Sofia. Borovets ligger 472 meter över havet och antalet invånare är 800.
Terrängen runt Borovets är kuperad. Närmaste större samhälle är Gorna Dzjumaja, 13,8 km sydost om Borovets.
Trakten runt Borovets består i huvudsak av gräsmarker. Runt Borovets är det ganska tätbefolkat, med 67 invånare per kvadratkilometer.